# Герануш Аршакян
Герануш (Наргіз) Аршакян (вірм. Հերանուշ (Նարգիզ) Արշակեան; нар. 28 липня 1887, Стамбул — пом. 27 березня 1905, там же) — вірменська поетеса.

## Життєпис
Народилася Герануш Аршакян у 1887 році в стамбульському районі Бешикташ, що в Туреччині. Батько — громадський діяч вірменської громади, помер, коли Герануш було три роки. У віці 10 років Герануш вступила до французької гімназії в районі Бакиркей, потім перевелася через півтора року до вірменської школу Макрухян у Бешикташі..

Вчителі Аршакян захоплювалися творами дівчини, однак за порадою лікарів їй довелося переїхати знову, вже за місто. Вона виїхала до району Єдикуле, на ферму. До наших днів дійшов невеликий цикл віршів Аршакян, оповідань і кілька листів. У поезії поетеси відбивалися різні мрії, мрії і спогади, які, на думку літературознавців, обумовлювалися почуттям ранньої смерті батька і злиднів, посилених лікуванням від туберкульозу. Джерелом натхнення для неї служили пейзажі околиць. У своїх спогадах вона писала.:

Зелені поля. Бачу я Константинополь з його вічно квітучими районами. За ним пагорби і гори, приховані туманом, і прекрасне Мармурове море, що колишеться під вогняними променями сонця.

Герануш раптово померла у 17-річному віці від туберкульозу 27 березня 1905 року. Її твори були опубліковані в газеті «Цагіг» (Квітка) вже після смерті поетеси. У 1910 році Грант Назарянц опублікував книгу про життя і творчість Герануш Аршакян. Твори її було перевидано в радянському Союзу у 1956 році в збірнику «Сльози душ», а в 2018 році за мотивами її творів в Сербії був поставлений спектакль «Знайдемо в товариші те, чого у нас немає» театральною трупою зі Стамбула «Hangardz».